# Wattental

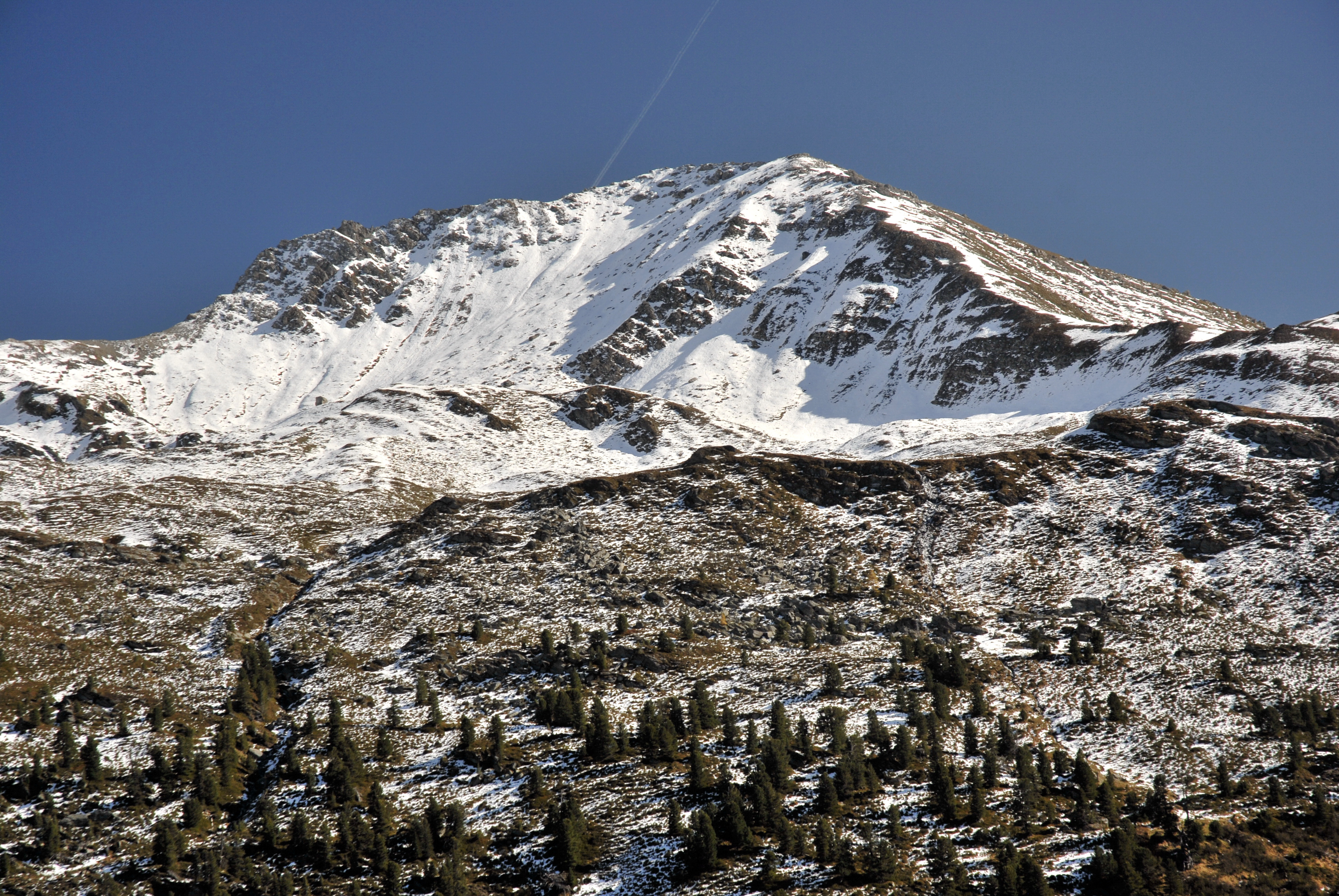
Graue Wand (2594m) en el Wattental

El Wattental es un valle lateral o tributario del valle del Inn. 
El valle, a través del cual discurre la corriente del Wattenbach, está cincelado profundamente en la roca de filita de cuarzo de los prealpes de Tux. En la parte exterior del valle se extienden los dos asentamientos dispersos de Wattenberg y Vögelsberg (en el municipio de Wattens ). A la cabeza del valle se encuentra Wattentaler Lizum y su área de entrenamiento militar de Lizum Walchen, dirigida por las Fuerzas Armadas de Austria. El Wattentaler Lizum se encuentra completamente en el territorio de Wattenberg. 
El Wattental produce una importante cantidad de energía hidráulica gracias a su gran área de captación, razón por la cual en el valle del río Eno se ha establecido empresas de éxito internacional como Swarovski y Wattenspapier en el pueblo de Wattens. El Wattental fue y es, por lo tanto, la razón que está detrás del auge económico del mercado de Wattens, que lo ha convertido en uno de los municipios más ricos de Austria. 
El valle es un área de ocio popular. Las cumbres de Rotwandspitze, Hirzer y Hahneburger tienen vistas excepcionales y se pueden escalar desde la bases que hay en el valle. En la parte superior del valle ( Mölsberg ) el acceso está limitado por el área de entrenamiento militar. El primer domingo después de la Asunción, se lleva a cabo en la cruz de la cumbre del Mölsberg en medio del Wattentaler Lizumun servicio, la Misa de Mölsberg ( Mölsbergmesse ), que es un servicio conmemorativo a los habitantes del valle que cayeron en las dos guerras mundiales. En ese día el área de entrenamiento está abierta a vehículos privados; normalmente está fuera de los límites. 
En la cabecera del valle hay un pequeño lago, el Mölssee. 